# Skullbru
Skullbru est une localité du comté de Nordland, en Norvège.

## Géographie
Administrativement, Skullbru fait partie de la kommune de Vestvågøy.